# The World of Hammer
Les Archives de la Hammer (The World of Hammer) est une série télévisée de documentaires britannique en treize épisodes de 25 minutes chacun créée par Hammer Film Productions et diffusée du 12 août au 4 novembre 1994 sur Channel 4. Le narrateur est Oliver Reed.
En France, la série n'a jamais été diffusée mais elle est néanmoins disponible en bonus sur les DVD de films parus en France chez Seven7.

## Synopsis
Une série documentaire sur les coulisses des grandes productions du studio Hammer contée par Oliver Reed.

## Fiche technique
- Titre original : The World of Hammer
- Titre français : Les Archives de la Hammer
- Créateur : Robert Sidaway
- Musique : Brian Bennett
- Montage : Ashley Sidaway, Amanda Jenks, Alyssa Osmens et Michael Peatfield
- Producteur : Robert Sidaway
- Producteur exécutif : John Thompson
- Compagnie de production : Hammer Films - Best of British Films and Television Production
- Compagnie de distribution : Channel Four Television Corporation
- Pays d'origine :  Royaume-Uni
- Langue : Anglais Stéréo
- Image : Noir et blanc - Couleurs
- Ratio écran : 1.33:1 plein écran
- Format : Vidéo
- Durée : 13 x 25 minutes

## Épisodes
1. Hammer Stars: Peter Cushing (DVD : Frankenstein créa la femme)
2. Dracula & the Undead (DVD : Dracula, prince des ténèbres)
3. Lands Before Time (DVD : Le Peuple des abîmes)
4. Vamp (DVD : Capitaine Kronos, chasseur de vampires)
5. Wicked Women (DVD : Les Sorcières)
6. Trials of War
7. Sci-Fi (DVD : Les Monstres de l'espace)
8. Mummies, Werewolves & the Living Dead (DVD : L'invasion des morts-vivants)
9. Chiller (DVD : Les Vierges de Satan)
10. The Curse of Frankenstein (DVD : Frankenstein et le monstre de l'enfer)
11. Hammer Stars: Christopher Lee (DVD : Raspoutine le moine fou)
12. Hammer (DVD : Le redoutable Homme des neiges)
13. Costumers (DVD : Le défi de Robin des bois)